# Elettricista

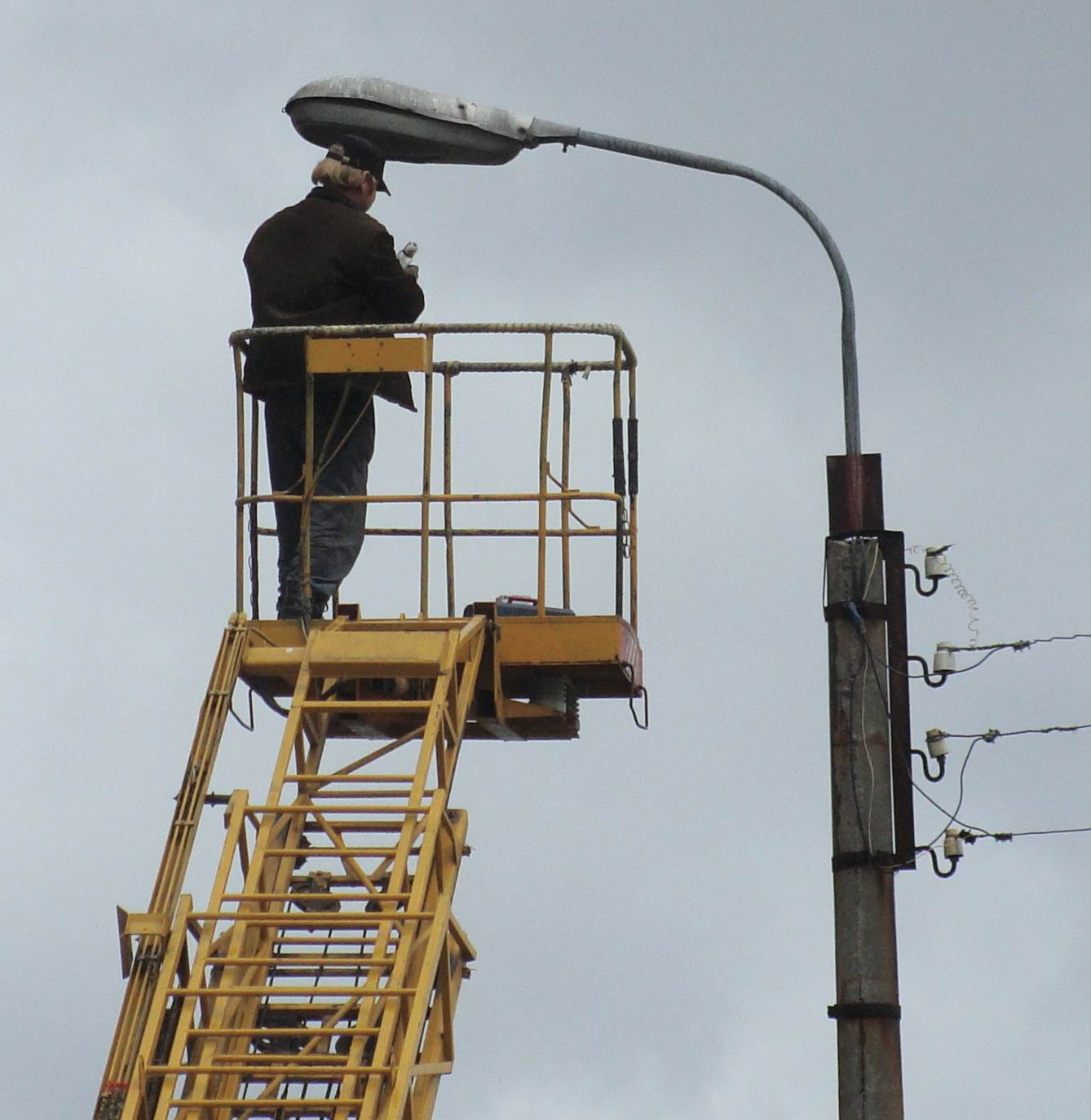

Il termine elettricista, o più propriamente installatore elettrico, designa un tecnico abilitato a svolgere operazioni di installazione e manutenzione di impianti elettrici, col compito di contribuire a progettare lo schema dell'impianto, reperire i materiali e provvedere a tutti gli interventi di fissaggio, assemblaggio, collegamento, prova funzionale e collaudo.

## Descrizione dell'attività
La sua opera generalmente non riguarda soltanto gli interventi di installazione e di manutenzione di impianti elettrici e di apparati per la distribuzione di energia elettrica, come ad esempio può avvenire in un sito produttivo (fabbrica, stabilimento, magazzino) o in una abitazione civile o in un locale pubblico (ospedale, stazione, teatro ecc) ma comprendono anche tutte quelle attività direttamente coinvolte nella realizzazione di componenti e macchinari elettrici, come ad esempio l'impianto elettrico di bordo macchina di un qualsiasi macchinario o componente elettrico. Ad esempio, anche la semplice posa del cavo di alimentazione di un forno dentro una cucina componibile rientra nella definizione di lavoro elettrico e totalmente assimilabile ad un'installazione di un piccolissimo impianto elettrico. La comune concezione secondo cui un elettricista è soltanto il titolare o il dipendente di una ditta installatrice di impianti elettrici è dunque limitata ad un caso particolare.

## Sbocchi professionali
Si tratta di una figura sovente richiesta, in ambito industriale e non: infatti nella società moderna la crescente diffusione ed utilizzazione di apparati alimentati ad energia elettrica per l'illuminazione, per la forza motrice, o per gli apparecchi elettrodomestici, ha aumentato conseguentemente la necessità di posa e collocazione di dispositivi elettrici come cavi di alimentazione, prese di energia, quadri di controllo, interruttori ed altri.
Il mondo lavorativo del l’elettricista con il tempo si è evoluto tant’è che ora si occupa anche, in alcuni casi particolari, dell’installazione e configurazione di impianti molto più complessi come allarmi, video sorveglianza a circuito chiuso e remota, impianti trasmissione dati internet presso il cliente finale.

## Nel mondo

### Italia
In Italia l'entrata in vigore della legge 5 marzo 1990, n. 46 e del relativo regolamento attuativo, il D.P.R. 6 dicembre 1991 n. n. 447 ha reso obbligatorio che ogni intervento sugli impianti elettrici sia eseguito da personale specializzato con adeguati requisiti tecnico professionali, ovvero l'abilitazione. Per impianti che superano certe dimensioni è necessario un formale progetto redatto da un professionista abilitato nella materia, il quale ne certifica il rispetto delle norme tecniche ritenute accettabili.
L'installatore elettrico, inoltre, per poter esercitare la propria attività deve essere riconosciuto da un ente terzo quale è la camera di commercio che ne verifica le capacità professionali.In Italia queste capacità professionali sono definite dal decreto interministeriale 22 gennaio 2008 n. 37.
L'installatore da un punto di vista giuridico può operare da solo come artigiano o nell'ambito di una società, può quindi avere dei dipendenti ed operare con una struttura.
Egli in ogni caso deve avere sempre delle competenze tecniche acquisite con l'esperienza e/o con la formazione ed è sempre responsabile di quello che installa; a tal proposito, il decreto ministeriale definisce il ruolo del responsabile tecnico che ogni impresa elettrica, individuale o societaria che sia, deve avere. Il responsabile tecnico, tra l'altro, è colui che deve possedere i requisiti previsti dal decreto del 2008 e deve essere dichiarato alla camera di commercio locale, ed è quello che poi firmerà la dichiarazione di conformità insieme all'amministratore se figura diversa dal responsabile tecnico.
La norma CEI 11-27 elenca i requisiti necessari per poter eseguire lavori elettrici stabilendo appunto che, il lavoratore elettrico, per poter eseguire lavori di natura elettrica, deve necessariamente aver frequentato un corso di formazione avente durata minima di 16 ore ed aver ottenuto il relativo attestato di frequenza con profitto, superando cioè un esame finale. Soltanto successivamente, il datore di lavoro, riconoscerà per iscritto e a propria discrezione, se tale lavoratore è una PES ovvero "Persona Esperta" oppure una PAV ovvero una "Persona Avvertita". Soltanto il lavoratore riconosciuto come PES è abilitato all'esecuzione di lavori elettrici sotto tensione. Tutti coloro che non posseggono il suddetto attestato di formazione rientrano automaticamente nella condizione di PEC ovvero "Persona Comune". Anche la persona comune può eseguire lavori elettrici, ma esclusivamente fuori tensione e sotto la diretta supervisione o sorveglianza di una persona esperta (PES) che si assume tutte le responsabilità del caso. Rientrano nella condizione di PEC anche gli apprendisti nel corso del loro periodo di formazione.
La Norma CEI 11-27 non indica esplicitamente il titolo di PEI ovvero "Persona Idonea" in quanto è soltanto il datore di lavoro che può riconoscere formalmente e per iscritto l'idoneità del lavoratore all'esecuzione di lavori elettrici. Il lavoratore elettrico accetta l'idoneità riconosciuta dal datore di lavoro controfirmandola per accettazione o ricevuta.

### Svizzera
Il "maestro elettricista" è una figura professionale prevista dalla legislazione svizzera, riconosciuta a livello federale.